# Caney Hollow
Caney Hollow es un área no incorporada ubicada en el condado de Hardin, Tennessee, en los Estados Unidos. Se encuentra al oeste del lago Pickwick, justo al norte de las fronteras de Mississippi y Alabama.